# Saint-Georges-d'Espéranche
Saint-Georges-d'Espéranche este o comună în departamentul Isère din sud-estul Franței. În 2009 avea o populație de 3.092 de locuitori.

## Evoluția populației
| An        | 1975  | 1982  | 1990  | 1999  | 2006  | 2009  |
| --------- | ----- | ----- | ----- | ----- | ----- | ----- |
| Populație | 1.589 | 1.981 | 2.221 | 2.840 | 2.976 | 3.092 |